# Tidning

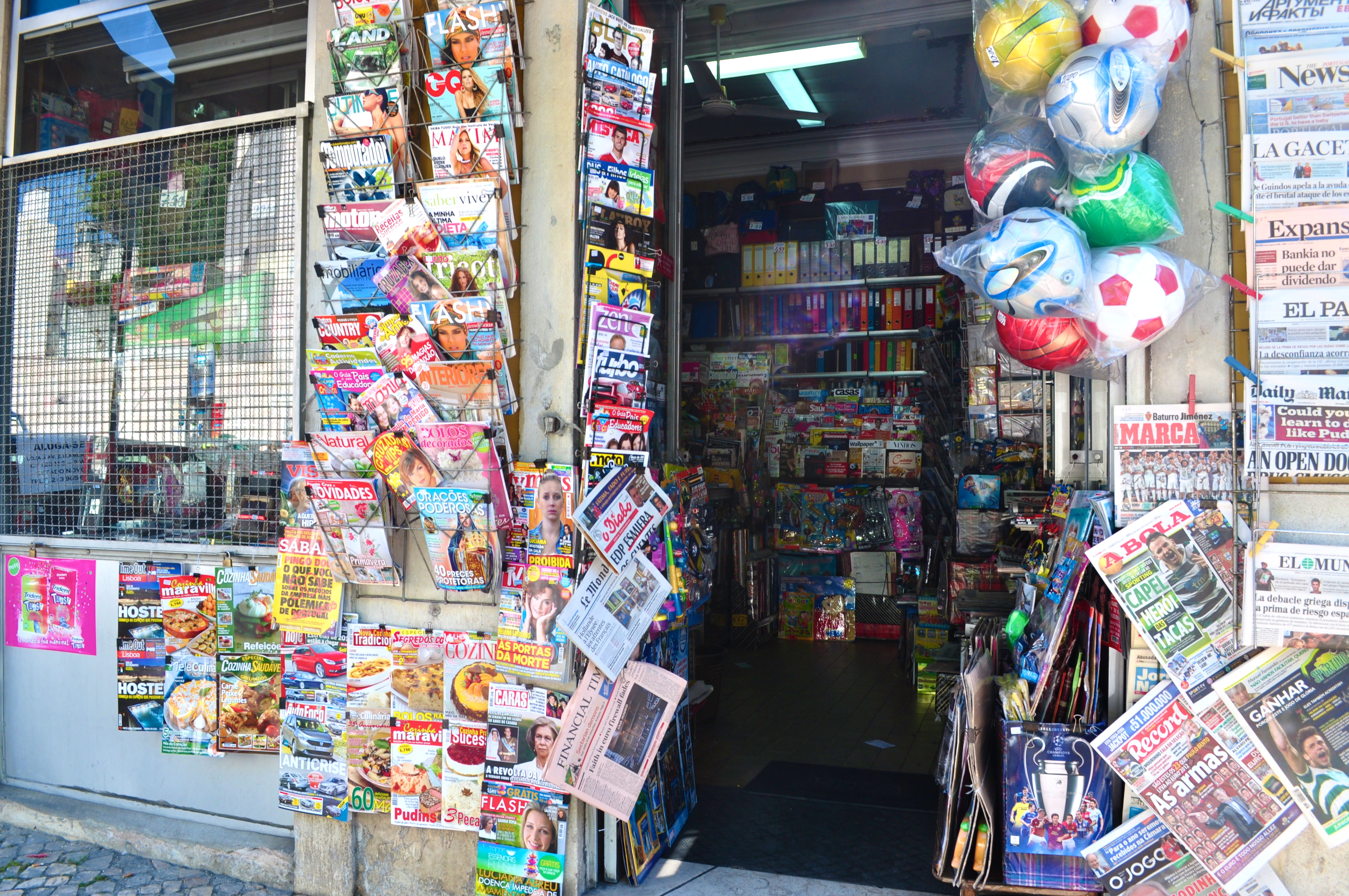
Tidningsstånd i Lissabon.

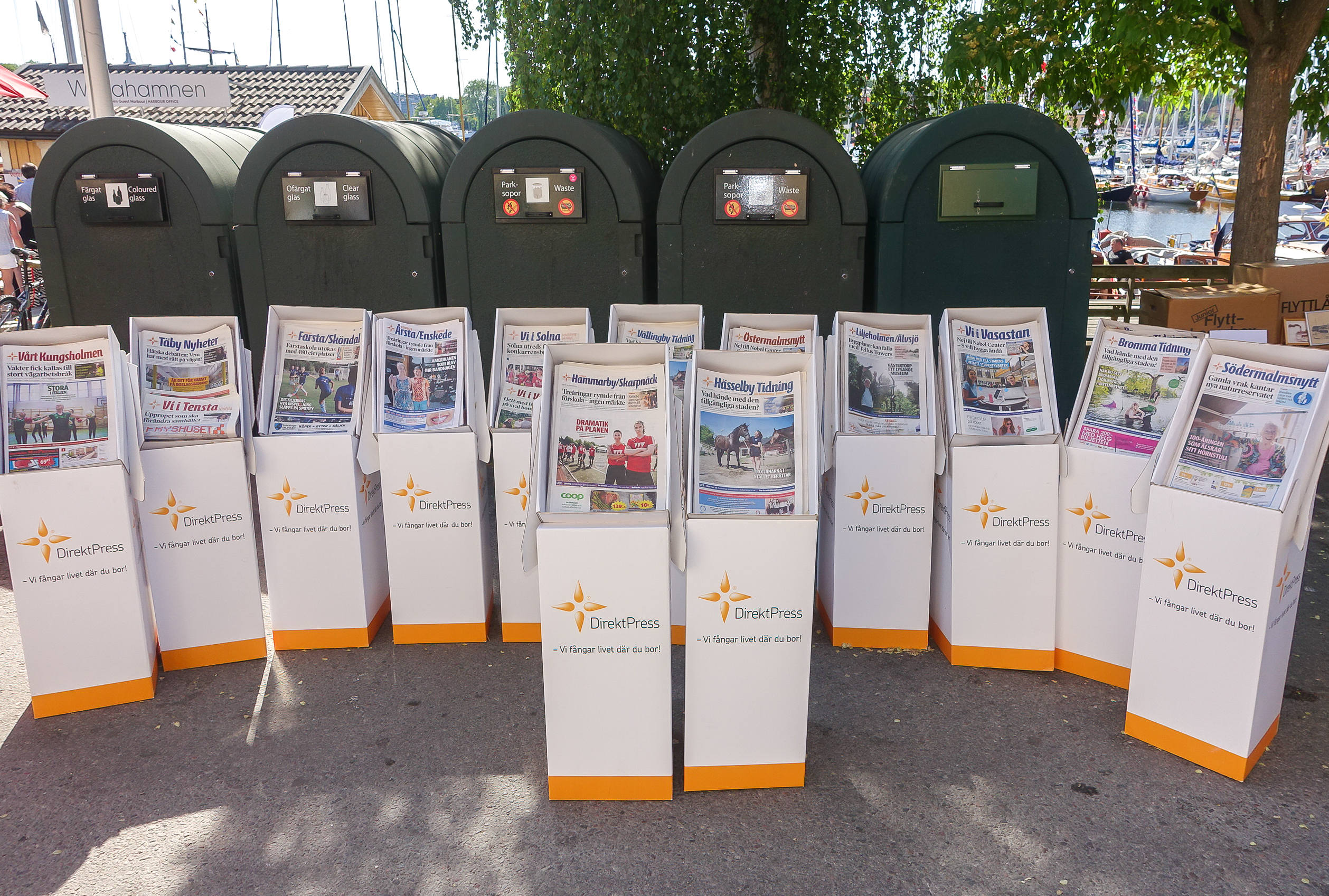
Lokaltidningar i Stockholm 2018.

En tidning är en återkommande publikation. Tidningar kan förekomma i många olika varianter, till exempel som dagstidning eller tidskrift. Dagstidningar finns av två huvudtyper, morgontidningar och kvällstidningar. Press var tidigare enbart en sammanfattande benämning på tidningar och tidskrifter men inkluderar även nya typer som webbtidningar och bloggar som är massmedia.
Om en tidning ges ut inom ett begränsat geografiskt område benämns den lokaltidning. Folkblad var ursprungligen en benämning på en tidning avsedd för den breda allmänheten. Populärpress är en sammanfattande beteckning för serietidningar, vecko- och månadstidningar samt olika typer av specialtidningar ofta inriktade på underhållning, till skillnad från fackpress som riktar sig till en viss yrkesgrupp.
Svenska tidningar listas av Kungliga biblioteket inom projektet Nya Lundstedt.
En posttidning är en tidning som delas ut av Postens brevbärare istället för av ett tidningsbud.
Formen har trots konkurrensen av radio, television och Internet stått sig väl. Numera ges många tidningar även ut på internet som nättidningar och vissa tidningar finns som TV-magasin.
Prenumerant kallas den som regelbundet får en tidning hemskickad. Genom löpsedlar gör tidningarna reklam för sig själva. Tidningarnas viktigaste inkomstkällor är ofta annonser.

## Historia

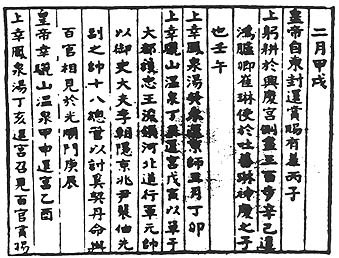
Faksimil av Kaiyuan Za Bao, en av världens första tidningar.

### Före de rörliga typerna
I det antika Rom publicerades anslag från staten till allmänheten, Acta Diurna. De var ristade i sten eller metall och sattes upp på allmänna platser.
I Kina sändes statliga nyhetsblad, tipao, bland rättstjänare, under Handynastin (200–300-talen e.Kr.). Senare, mellan 713 och 734, publicerade Tangdynastin, Kaiyuan Za Bao ("Folkets bulletin"). De skrevs för hand på silke och lästes upp av statliga tjänstemän. De första omnämnandena av privata publiceringar av nyhetsblad, rapporteras 1582, under Mingdynastin.
1556 började staten Venedig publicera månadstidningen Notizie scritte, som kostade en gazetta. Tidningen bestod av handskrivna nyhetsbrev, gjorda för att sprida politisk, militär och ekonomiska nyheter fort genom Europa.

### Tidningar med rörliga typer
Tidningar med rörliga typer finns från början av 1600-talet. Den första sägs ofta vara Johann Carolus Relation aller Fürnemmen und gedenckwürdigen Historien, med början 1605 i Strassburg. Flera tidningar publicerades sedan i Amsterdam, som var centrum för mycket av världens handel. Dessa tidningar började övergå till folio-format snarare än kvarto-format.
1645 startades Sveriges första tidning Ordinari Post Tijdender, den utkom dock oregelbundet. Det är den äldsta tidningen som fortfarande utkommer, även om den numera enbart publiceras på nätet.
De första periodiska tidskrifterna i Tyskland i början av 1600-talet utgavs en gång i veckan. I allmänhet var det postmästarna som sysslade med att sätta ihop och sprida tidningarna. De fick ju genom ridande bud underrättelser från alla håll. Trots en mycket sträng censur lästes de tyska tidningarna flitigt i utlandet. Efter mönster av Journal des savants, som gavs ut i Paris sedan 1665, utgavs i Tyskland från slutet av 1600-talet en rad vetenskapliga tidskrifter; äldst är Acta Eruditorum, som från 1682 utgavs i Leipzig. Lite senare började även – efter de engelska förebilderna The Spectator och The Tatler – underhållande tidskrifter att utkomma.
Mycket senare och blygsammare än i Tyskland tog tidningspressen i Frankrike sin början. Först 1631 grundade läkaren Théophraste Renaudot Le Gazette. Tidningen blev tidigt regeringens officiella organ; Richelieu och Ludvig XIII själv räknades bland dess medarbetare. Den var därför utan egentlig konkurrens, till dess Journal de Paris, Frankrikes första dagstidning, började utkomma år 1777. Den franska journalistiken hölls under sträng uppsikt och förblev utan större betydelse ända till revolutionen 1789.
I det fria Holland utgavs dock också tidningar på franska språket. En av de äldsta holländska tidningarna, "Amsterdams tidning", trycktes även på franska. Redan 1672 kom Gazette d'Amsterdam ut två gånger i veckan. Ännu större betydelse fick Gazette de Leyde, som man kan följa från 1677. Denna tidning blev snart ett ledande världsblad. I Nederländerna rådde nästan oinskränkt tryckfrihet, och detta i kombination med omfattningen av landets politiska och kommersiella förbindelser gjorde Leydentidningen till ett språkrör för hela det politiskt bildade Europa. De "holländska gazetterna" blev en viktig maktfaktor.
Vid sidan av den holländska fick även den engelska tidningspressen en kraftig utveckling. Den första engelska tidning som, trots drakonisk censur och hårda straffbestämmelser, utkom var Weekly News från år 1622. Under inbördeskriget och under den stuartska restaurationens tidigare år uppstod en mängd tidningar, men de utkom endast två gånger i veckan, och varje nummer utgjordes blott av ett enda litet blad. Karl II undertryckte sedan alla med undantag av den officiella London Gazette och The Observator. Den stränga censuren överlevde Stuartarna, men den avskaffades 1695 och förnyades sedan inte. Därefter uppstod en mängd tidningar, alla obetydliga till omfång och torftiga till innehåll. Men under drottning Annas tid inträdde en betydande förändring, och efter 1702 utkom de mera betydande tidningarna dagligen.

### Efter den industriella revolutionen
Vid början av 1800-talet, gavs det ut tidningar i många städer i Europa och Nord- och Sydamerika. Tekniska landvinningar inom tryckeribranschen gjorde att tidningarna spreds och blev ett av de första sätten för masskommunikation.

### 1990-talets tekniska revolution
På sent 1990-tal blev de TV-kanaler som sände nyheter dygnet runt, och sedan också internet, en stående utmaning för den affärsmodell som tidningarna i de flesta I-länder hade anammat. Prenumerationer har minskat, medan annonsintäkterna har flyttat från tryckt media till nya medier. Många tidningar började därför publicera nätupplagor för att nå nya eller behålla de gamla läsarna.

## Tidningens historia i Sverige

### De första tidningarna

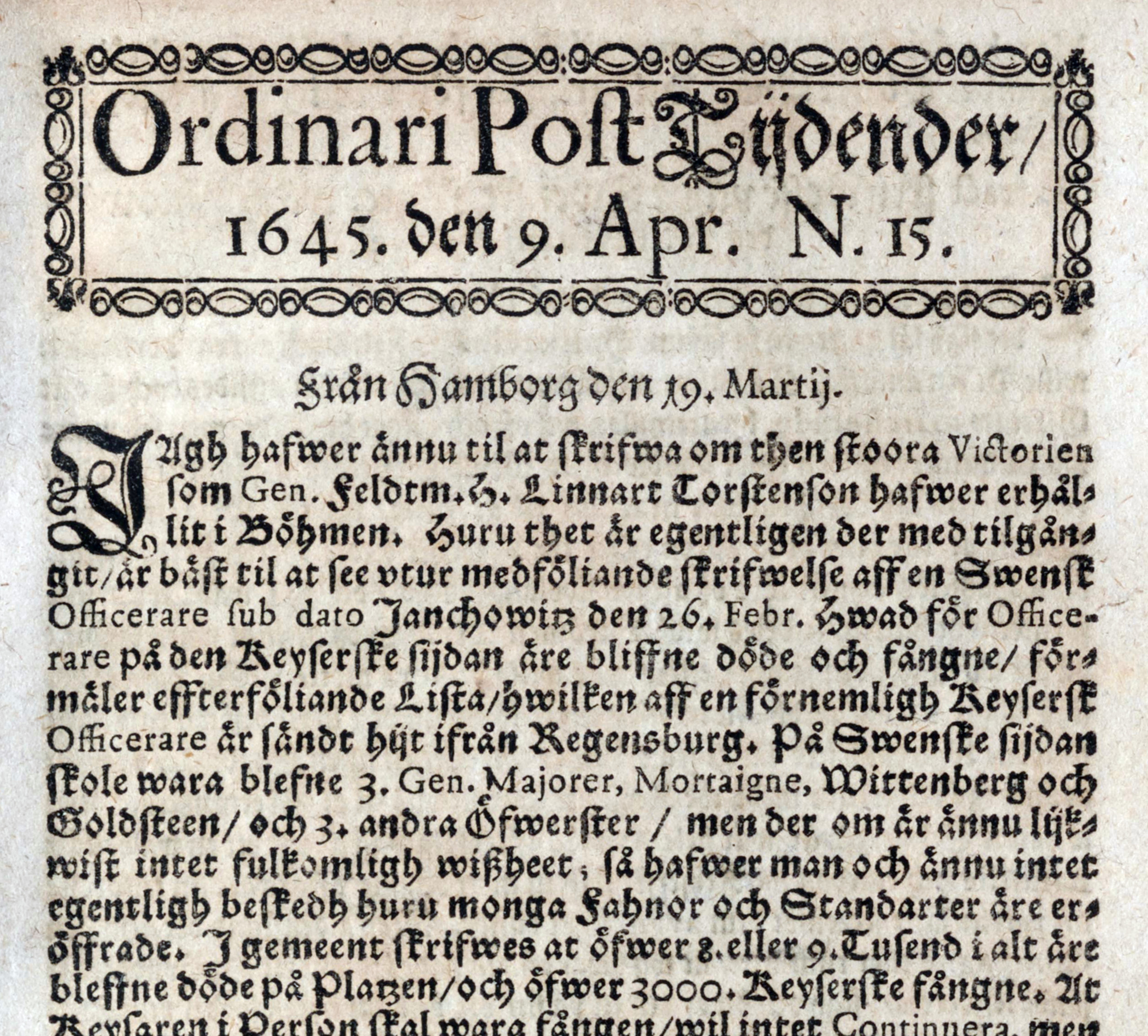
Ett nummer av Ordinari Post Tijdender från 1645.

Sveriges första tidning gavs ut år 1645 under namnet Ordinari Post Tijdender, senare Post- och Inrikes Tidningar. Den grundades av rikskanslern Axel Oxenstierna. Till en början gavs tidningen ut en gång i veckan och från och med 1792 ut tre gånger i veckan. Ordinari Post Tijdender vidarebefordrade brev från utlandskorrespondenter och postmästare runtom i landet som rapporterade veckovis om aktuella händelser. Tidningen, som var den enda av sitt slag under nästan ett sekel, hade ensam uppgift att leverera allmänna nyheter, vilket öppnade för möjligheten att förmedla propaganda åt de makthavande. På grund av de begränsade möjligheterna till tryckerier och transport samt den höga kostnaden för de få exemplar som faktiskt trycktes, nådde tidningen endast ut till en liten grupp av överklassen. I början av 1700-talet kunde tidningen köpas på alla postkontor i Sverige, vilket gjorde postkontoren till en metropol för nyhetsspridning. Ytterligare förlitade många svenskar sin inhämtning av nyheter på kyrkan. "Predikstolen användes ofta för att snabbt sprida information /.../ det hände till och med att krigsnyheter lästes direkt ur Post- och Inrikes Tidningar.". Tidningen hade alltså en viktig roll i att informera folket om aktuella händelser och krigsnyheter.
År 1791 gavs Svenska Akademien utgivnings- och förläggningsrätt av tidningen. Detta beslutades av Kung Gustav III, som samma år i ett brev fastställde att kungörelser som inte än publicerats i tidningen är, till dess att de gör det, utan laglig verkan och inofficiella. Tidningen skulle fastställa en inkomstkälla för att ekonomiskt möjliggöra för Akademien att ge ut Svenska Akademiens Ordbok (SAOB).

### Censuren avskaffas
År 1766, under Frihetstiden, antogs en tryckfrihetsförordning som grundlag. Tryckfrihetsförordningen drevs på av mösspartiet under ledning av Anders Chydenius och undertecknades av Kung Adolf Fredrik den 2 december 1766. Grundlagen innebar bland annat att censuren avskaffades samt en offentlighetsprincip. Denna lagen var historisk och före sin tid, jämfört med andra länder där censuren fortfarande starkt präglade den tryckta pressen. Den nya grundlagen innebar alltså en befrielse av tidningarna eftersom man nu kunde skriva om nästan vad man ville. Innan lagen stiftades fick endast det som gick i linje med makthavarnas åsikter publiceras, och inget fick publiceras utan att granskas. Dock fick man fortfarande inte kritisera den protestantiska tron eller kungahuset och riksdagen.
Efter Gustav III:s statskupp 1772 togs dock delar av 1766 års tryckhetsförordning bort. Ändringen gjorde lagen strängare och straffen högre om lagen bröts.

### 1800-talet
Orsaken till tidningarnas starka framtåg under 1800-talet var en kombination av olika faktorer.
Industrialiseringens tekniska framsteg bidrog till tidningens utveckling. Det utökade transportnätet möjliggjorde en enklare distribution i och utanför städer runtom i landet samt att nyheterna snabbare nådde redaktionerna. Trycktekniken blev billigare och snabbare så att tidningarna kunde produceras i en större mängd.
Industrialiseringen förändrade också samhällets uppbyggnad och skapade en efterfrågan på information och nyheter om aktuella händelser i Sverige och utlandet. Läskunnigheten bland det svenska folket ökade i och med införandet av allmän folkskola i Sverige 1842 vilket skapade en marknad för tidningarna.
Tidningarna blev också viktiga för demokratiseringsprocessen i Sverige på 1800-talet då de snabbt blev ett medel att framföra och debattera politiska frågor och åsikter. Detta var impopulärt i kungafamiljen, och efter påtryckningar från Karl XIV Johan trädde därför indragningsmakten i kraft 1812, som korrigerade och skärpte lagen om tryckfriheten. Indragningsmakten innebar att svenska myndigheter hade rätt att förhindra spridning av en tidning eller tidskrift genom att dra in tillståndet för vidare utgivning. Lagen drabbade alltså främst tidningarna som stod i opposition till kungamakten.

#### Lista på tidningar som startade under 1800-talet
- 1830 Aftonbladet
- 1832 Göteborgs Handels- och Sjöfartstidning (gavs ut fram tills 1985, och återupptogs 2017).
- 1837 Nya Wermlands-Tidningen (2019 ges tidningen fortfarande ut.)
- 1837 Norrlands-Posten (lades ned 1956.)
- 1838 Östgöta-Correspondenten (2019 ges tidningen fortfarande ut.)
- 1841 Barometern (2019 ges tidningen fortfarande ut.)
- 1859 Göteborgs-Posten (2019 ges tidningen fortfarande ut.)
- 1861 Norrbottens-Kuriren (2019 ges tidningen fortfarande ut.)
- 1864 Dagens Nyheter
- 1865 Jönköpings-Posten (2019 ges tidningen fortfarande ut.)
- 1866 Smålands-Posten (2019 ges tidningen fortfarande ut.)
- 1870 Sydsvenska dagbladet (2019 ges tidningen fortfarande ut.)
- 1873 Ystads Allehanda (2023 ges tidningen fortfarande ut.)
- 1884 Svenska Dagbladet
- 1889 Stockholms-Tidningen (2019 ges tidningen fortfarande ut.)

#### De moderna dagstidningarnas utveckling

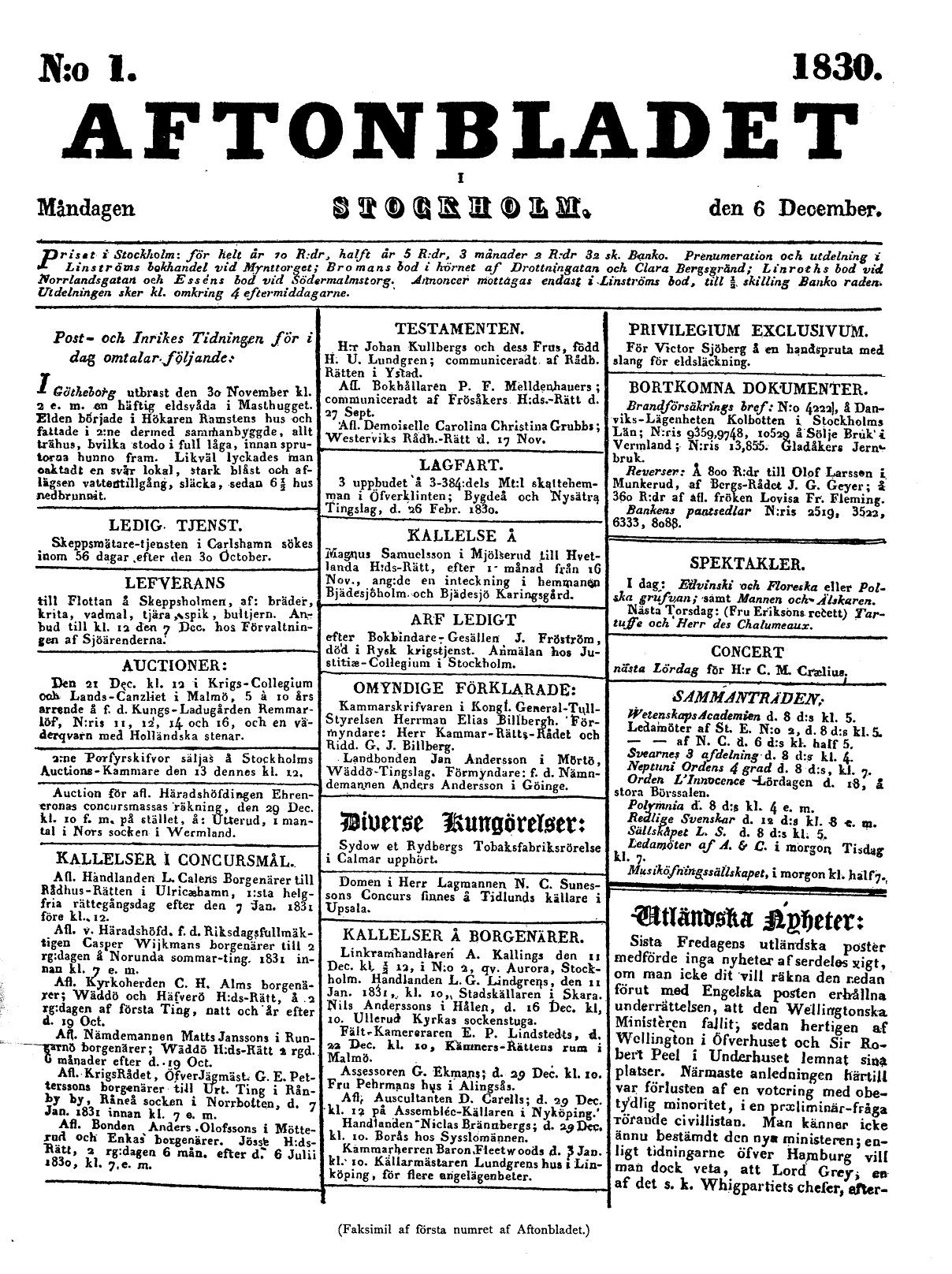
Aftonbladets första nummer, utgiven 6 december 1830.

Aftonbladet grundades 1830 av Lars Johan Hierta, och var den första svenska moderna dagstidningen. Aftonbladet förmedlade nyheter från in- och utlandet om politik och kultur och blev snabbt populär. Det var i samband med Aftonbladets utveckling som den svenska journalistiken växte fram. Ett av Hiertas mål med tidningen var att skapa en "”universell” tidning genom ”ämnenas mångfald och omvexling” och han kunde med erbjudande om höga löner, attrahera Sveriges bästa journalister. Det tog inte ens två år innan Aftonbladet var Sveriges största tidning.
Aftonbladet var också en politisk plattform som förmedlade och debatterade liberala frågor. De förespråkade yttrandefrihet och frihandel samt kritiserade kungamakten. Detta var impopulärt hos kung Karl XIV Johan och hans konservativa regering, som ville förbjuda all opposition och insyn i det kungliga ämbetet. Detta resulterade i att Aftonbladet under 1835-1838 tvingades sluta utges ett flertal gånger med hänvisning till indragningsmakten. Efter varje gång Aftonbladet fick sitt tillstånd indraget startade Hierta upp tidningen igen under andra namn, vilket resulterade i att lagen år 1845 avskaffades av riksdagen. Hierta hade alltså en viktig roll i den politiska debattens befrielse i media, som avskaffandet av indragningsmakten innebar. Nu kunde journalister formulera sig fritt utan att kungen eller regeringen kunde ingripa och förbjuda politiska åsikter.

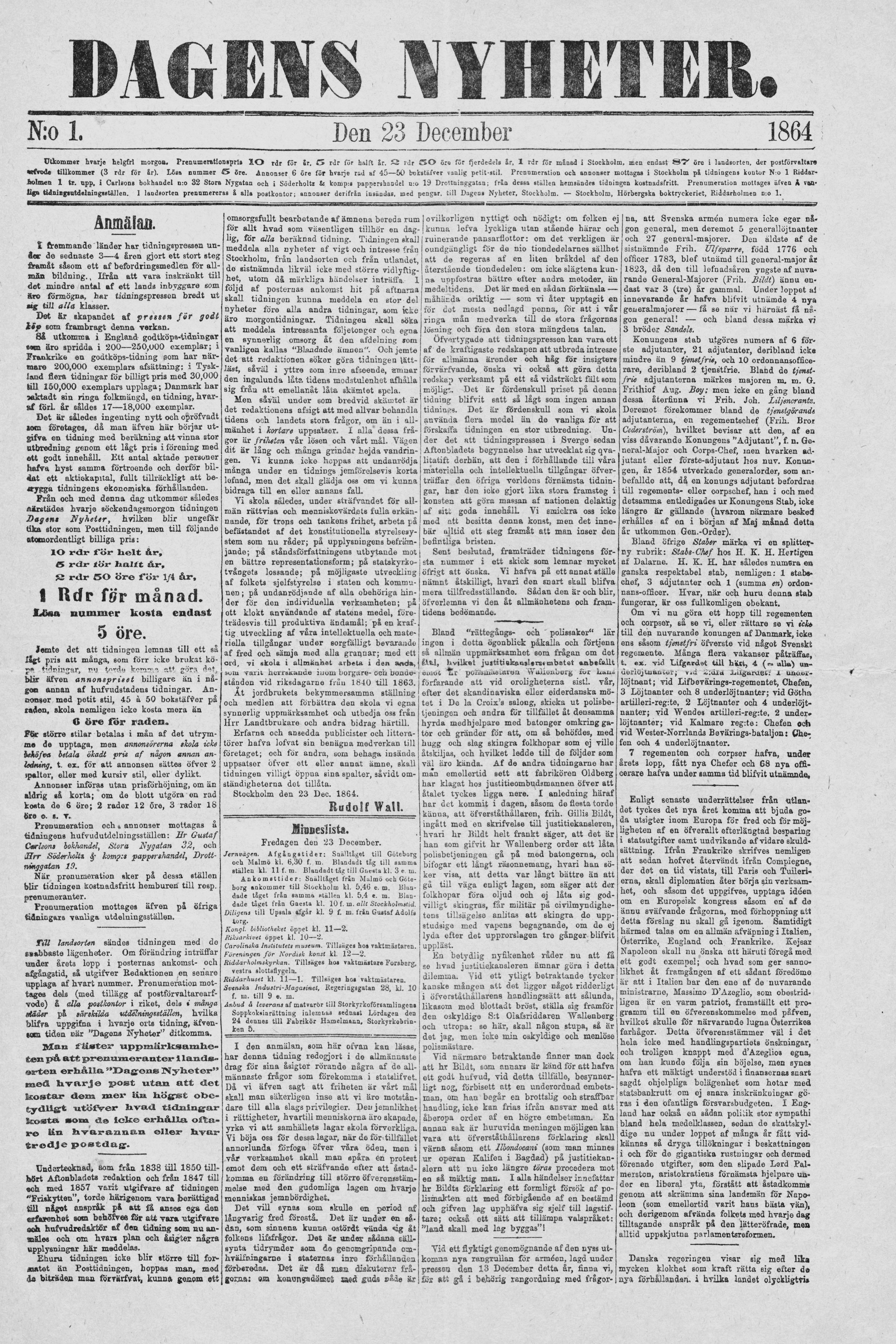
Dagens Nyheters första nummer, utgiven 23 december 1864.

1864 grundades Dagens Nyheter av Rudolf Wall, med ett nytt koncept som revolutionerade tidningsmarknaden. Konceptet innebar att tidningen var billig, och såldes till halva priset jämfört med Aftonbladet. Detta var möjligt på grund av en satsning på annonsering som gav en extra inkomst. Tidningen gavs ut på morgonen och vid prenumeration var tidningsleveransen gratis. Det nya konceptet gjorde Dagens Nyheter attraktiv och konkurrenskraftig, och förklarar de stora och snabba framgångarna.
Dagens Nyheter var politiskt liberala och argumenterade för bland annat frihandel och utvidgad rösträtt. I fransk-tyska kriget höll de en tyskvänlig ton, vilket gick emot den allmänna opinionen i Sverige och därmed orsakade minskad försäljning. Under första världskriget hölls däremot en neutral ställning, och tyskvänlighet kritiserades istället.

#### Arbetarpress

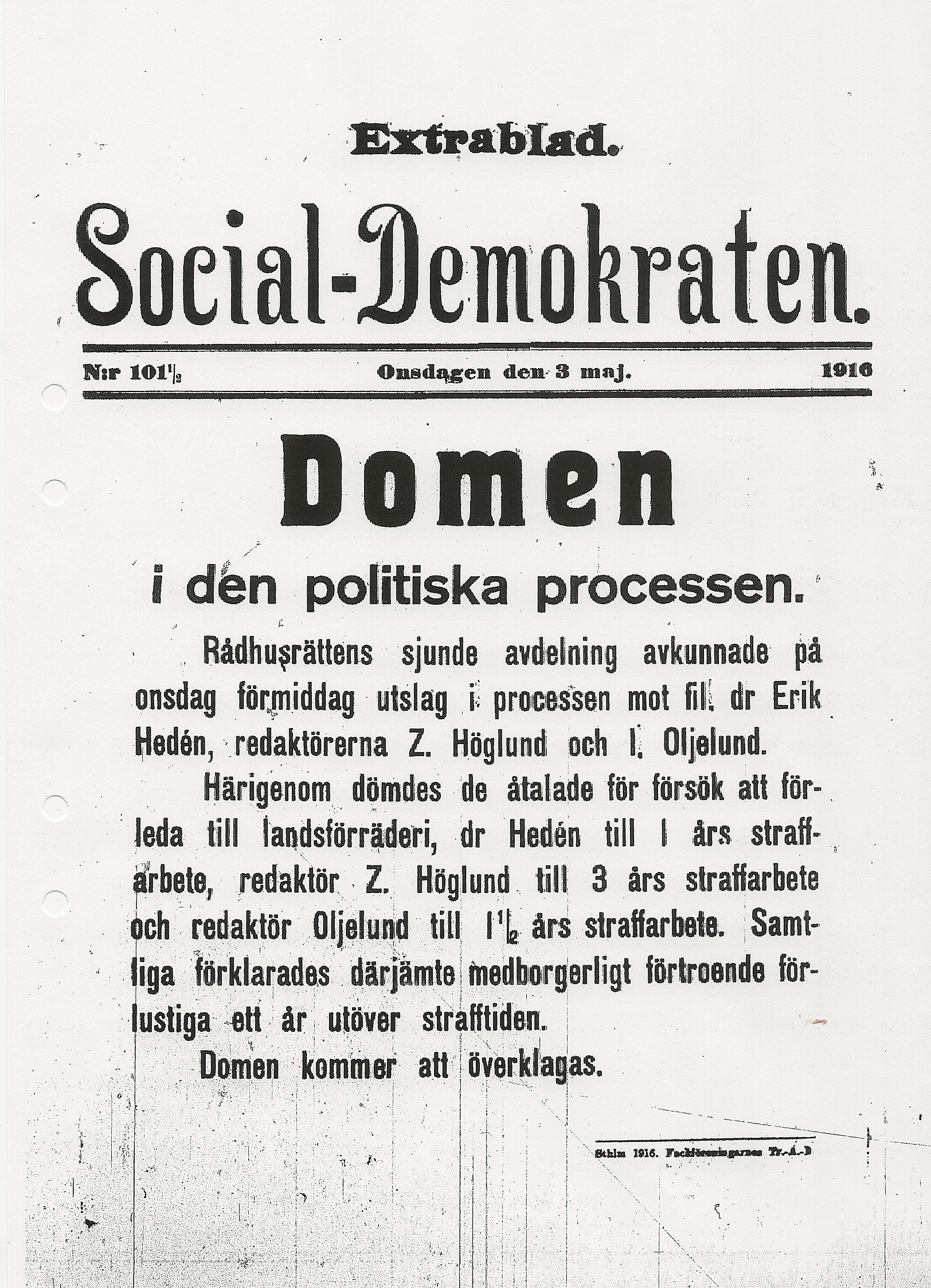
Ett extrablad av Social-Demokraten, utgiven 3 maj 1916.

I samband med att arbetarrörelsen fick större plats och spridning i samhället startades det på slutet av 1880-talet även ett antal socialdemokratiska tidningar.
Social-Demokraten grundades av August Palm år 1885. Tidningen företrädde och förmedlade det socialdemokratiska partiets åsikter med mål att skapa opinion, och spelade en central roll i partiets utveckling. Under en sammanlagt tid av 24 år, mellan 1886 och 1917, var Hjalmar Branting, som senare skulle bli Sveriges statsminister, chefredaktör. Många framträdande inom det socialdemokratiska partiet var chefredaktörer under perioder, däribland Per Albin Hansson och Gustav Möller.Tidningen bytte namn 1944 till Morgon-Tidningen, och gavs ut fram tills 1958 då den lades ner.
Ett problem för Social-Demokraten var finansieringen. Borgerliga tidningar tjänade stora summor på annonsintäkter och kunde därmed hålla lägre priser och vara mer konkurrenskraftiga. Branting menade dock att "annonser innebär att kapitalet får inflytande över den fria opinionsbildningen". Trots det var Social-Demokraten till slut tvungen ta in reklam, i syfte att kunna sälja tidningen till ett pris som arbetarklassen kunde betala. Eftersom tidningarnas inflytande i samhället ökade växte behovet för arbetarklassen och socialdemokratin att ha en egen press, som reklam för partiet och som medel att nå ut till folket.
Samma problem drabbade fler av de socialdemokratiska tidningar som dykt upp under slutet av 1800- och början på 1900-talet. 1908 grundades därför A-Pressens Samorganisation, som skulle underlätta finansieringen av tidningarnas utgivning för att möjliggöra deras fortsatta existens, där en viktig del var annonser och reklam. Den reklamen som fått ta plats i tidningarna hade länge haft ett politiskt syfte i att bilda opinion, men 1916 bestämdes det i A-pressens Samorganisation att reklam och annonser måste vara politiskt neutrala.

### 1900-talet
Tidningens starka framväxt under 1800-talet resulterade i att Sverige 1919 hade det historiskt högsta antal dagstidningar med upplagor utgivna minst två gånger i veckan, 235 stycken.
På 1900-talet dök även tabloidtidningen upp, döpt efter det så kallade tabloidformatet. Daily Mirror grundades i England 1903 och var den första av denna sort. Tabloidtidningen kom att ha en stor inverkan på även den svenska tidningsbranschen, och Aftonbladet inspirerades av de tilltalande sidorna fyllda av korta artiklar om skvaller, sport och övrig underhållning kombinerat med mycket foton. 1944 grundades Expressen, som även dem med influenser från Daily Mirror snart blev Sveriges största dagstidning.

## Innehåll
En tidning eller tidskrift innehåller ofta standardiserade ingredienser. Här listas ett antal sådana:
- Tidningshuvud – normalt högst upp på tidningens framsida, med tidningens logotyp samt uppgifter om pris, datum, slogan och tidningens politiska åskådning.
- Förstasida – framsidan på tidningen, utöver tidningshuvud blänkare ur numrets innehåll. Den är numrerad som sidan 1, till skillnad från en bok där bokomslaget inte ingår i pagineringen. Även kallad "Etta".[25]
- Puff – ett kort utdrag ur en artikel inne i tidningen. Den fungerar som en annons för artikeln och kompletteras med en ofta slagkraftig rubrik (samt ofta ingress). Under tidigare blytryckningsepoker fanns på puffens plats ofta istället en rubrik plus en artikels inledning, avslutat med "fortsättning på sid. XX".
- Redaktionsruta – den plats i en tidning eller en webbtidning/webbplats där redaktionens medarbetare presenteras, vanligen tillsammans med kontaktuppgifter, ansvarig utgivare, annonspriser med mera. Inom bokutgivningen motsvaras den närmast av kolofonen.
- Notisen – en kortare nyhetstext, ibland bara några få meningar lång. Den saknar som regel byline och står ibland utan rubrik. Notisen ger bara de viktigaste fakta till en händelse, till exempel svaren på frågorna: var? när? varför? hur? vad? och vem? Notis kan vara alltså en kort text som handlar om framtid dåtid eller något som intresserar samtliga lyssnare.
- Artikel – en journalistisk produkt som kan formen av intervju, recension, krönika eller analys
- Feature eller featureartikel (engelska feature story) – material som inte är kopplat till nyheter. Det kan vara resereportage, personporträtt, motorartiklar, matrecept, konsumentartiklar och andra beskrivningar av upplevelser och miljöer. En feature är vanligen längre är en nyhetsartikel, och kännetecknas ibland av att läsaren känner att journalisten varit på plats och berättar om det han eller hon upplevt.

## Dagstidningar
Dagstidningar innehåller nyheter, information och annonser, ofta tryckt på ett papper av låg kvalitet, på engelska kallat Newsprint. Den kan variera från allmänt till speciellt intresse och brukar för det mesta utkomma dagligen eller varje vecka. I en tidning finns tidningsartiklar, som normalt skrivs av journalister och vars innehåll ska vara dokumentärt. Dessutom finns ledarsidor, kolumner och kåserier vars innehåll kan vara åsiktsbaserat och ofta följer tidningens politiska färg. Andra avdelningar innehåller annonser, tecknade serier, väderprognoser, recensioner av filmer, böcker, restauranger, etc, korsord och rabattkuponger. De flesta dagstidningar och en del veckotidningar har så kallade familjesidor där familjer kan kungöra födslar, förlovningar, giftermål, dödsfall och liknande.

## Journalistik
De skribenter som är involverade i att få fram material för en tidning kallas journalister. I deras arbete ingår bl.a. textförfattande, fotografering, layout, korrekturläsning, redigering av text och bild, och rubriksättning.
Det finns olika typer av journalistik, från skjutjärnsjournalistik till mer djupgående intervjuer.
Tidningar har spelat en viktig roll för att värna yttrandefrihet. Läckor av information vid till exempel politiska eller finansiella korruptionshärvor väljer ofta att informera tidningsjournalister snarare än journalister från andra medier, baserat på en upplevd välvilja hos tidningsredaktörer att avslöja hemligheter och lögner.
Journalister kritiseras för flera olika saker, ibland mycket hårt. Trovärdighet ifrågasätts ibland för användning av anonyma källor, korrekturfel, verklig och upplevd subjektivitet, och skandaler angående plagiat, så kallade tidningsankor och fabricerade artiklar. Tidningarna har svarat på denna kritik med att inrätta ombudsmän och frivilligt anamma pressetiska regler. I många fall får de som intervjuas chansen att syna artiklar innan publicering.

## Nyheter

Förstasidan på Ystads Allehanda 18 nov 1980.

Tidningars innehåll är varierat, men huvudorsaken till att de flesta läser tidningar är nyheter, det vill säga tidigare okänd information om händelser som ligger nära i tiden och som sprids till tredje part eller en större publik. Nyheterna presenteras i en särskild stil, som inte bara omfattar ordförråd och meningsbyggnad utan också hur informationen presenteras vad gäller vikt, ton och målgrupp. Nyhetsrapportering försöker ofta svara på de grundläggande frågorna i de första två eller tre styckena: när, var, hur, var, vem och varför?. Denna struktur kallas ibland den "inverterade pyramiden", eftersom det viktigaste i artikeln presenteras först och därefter material med allt mindre vikt. I övrigt gäller samma sorts sakprosa som används i uppslagsverk och annan facklitteratur. Den ska vara lättfattlig för de flesta läsare, kortfattad och sakligt hållen.
Nyheter bygger ofta på en av följande viktiga egenskaper: närhet, vikt (samhällsposition), aktualitet, mänskligt intresse, underlighet eller konsekvenser.
Många tidningar köper in nyhetsmaterial från nyhetsbyråer såsom Associated press, Reuters, Nya Kina och Tidningarnas Telegrambyrå. På dessa nyhetsbyråer arbetar journalister med nyheter som har internationell vikt. En del tidningar tar in materialet från nyhetsbyråerna utan ändringar. Världens äldsta nyhetsbyrå, Agence Havas, startade i Paris 1835.

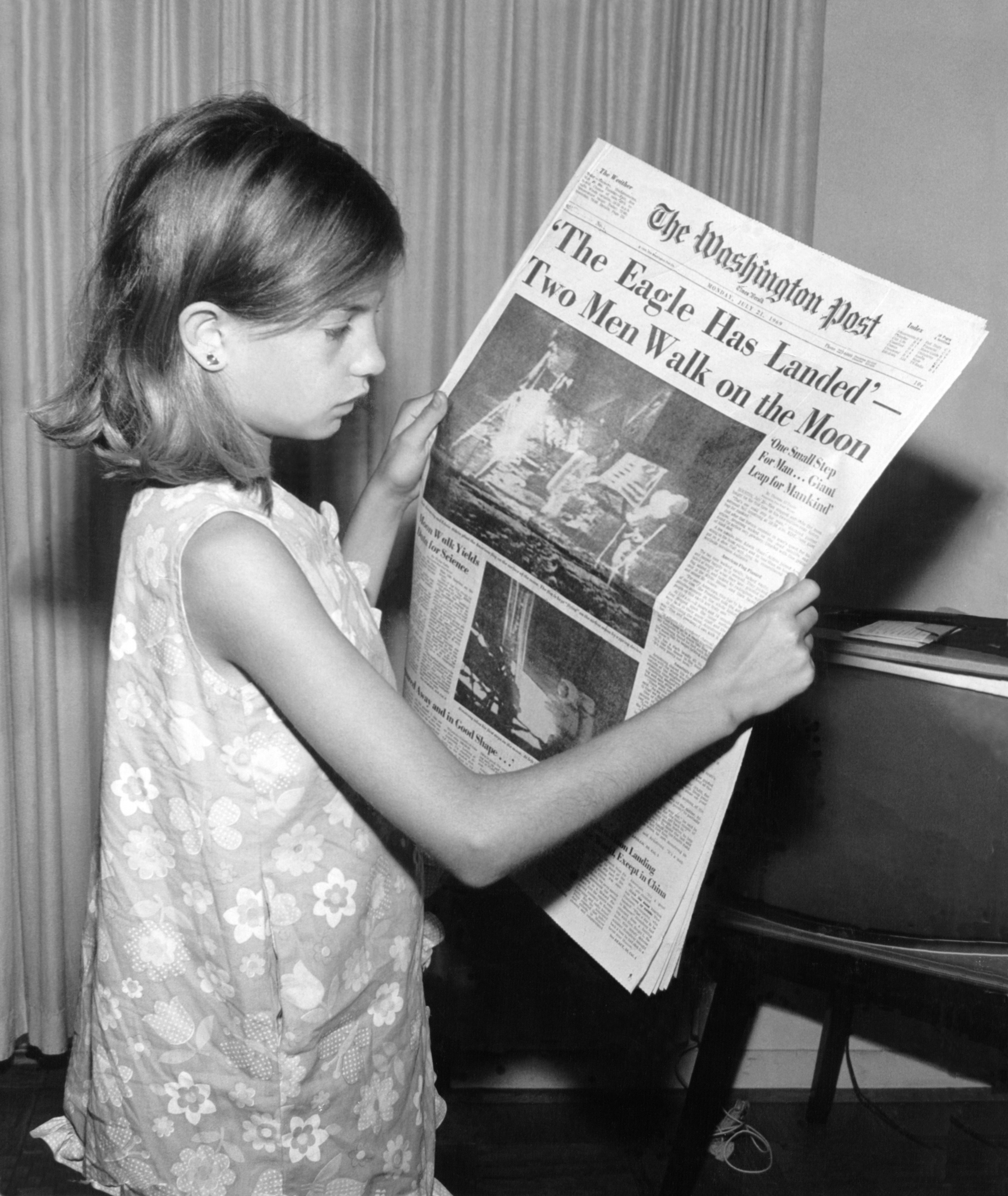
En ovanligt bred rubrik - över åtta spalter - förkunnar att människor för första gången satt sin fot på månen.

### En nyhetsartikels uppbyggnad
En nyhetsartikel presenteras med en rubrik överst. Tidningsrubriker skiljer sig från andra rubriker eller överskrifter genom att de inte bara ska sammanfatta innehållet i en artikel utan också locka till läsning. Därmed vill rubriksättaren skruva eller vinkla rubriken så hårt som möjligt, utan att för den sakens skull göra avkall på sanningen. Rubriksättning utsätts ofta för kritik i modern journalistik.
Vanliga rubriker sätts i olika typ för att skilja ut viktiga artiklar från mindre viktiga. Rubrikens storlek anges ofta i antal spalter som rubriken täcker. Ibland finns en så kallad dårrad över rubriken och ibland en nedryckare (en underrubrik), som ofta utgörs av ett citat ur artikeln för att visa på artikelns vinkel.
Först i själva artikeln finns en ingress som sammanfattar artikeln på två-fyra rader. Ingressen är vanligtvis satt i fetstil. Ibland inleds ingressen med en ingångsrubrik som då är satt i kapitäler.
Artikeltexten kan löpa över flera spalter, beroende på ämnets vikt, och är i så fall indelat med mellanrubriker.

## Världens största tidningar
Här listas världens 10 största tidningar enligt World Association of Newspapers:
| Rank | Tidning              | Upplagor (1000-tal) | Land     |
| ---- | -------------------- | ------------------- | -------- |
| 1    | Yomiuri Shimbun      | 14 067              | Japan    |
| 2    | Asahi Shimbun        | 12 121              | Japan    |
| 3    | Mainichi Shimbun     | 5 587               | Japan    |
| 4    | Nihon Keizai Shimbun | 4 635               | Japan    |
| 5    | Chunichi Shimbun     | 4 512               | Japan    |
| 6    | Bild                 | 3 867               | Tyskland |
| 7    | Sankei Shimbun       | 2 757               | Japan    |
| 8    | Cankao Xiaoxi        | 2 627               | Kina     |
| 9    | Renmin Ribao         | 2 509               | Kina     |
| 10   | Tokyo Sports         | 2 425               | Japan    |